# Enough is Enough
«Enough is Enough» —en español: «Ya es suficiente»— es una canción de hard rock escrita por el vocalista y músico Myles Goodwyn.  Se enlistó originalmente como el segundo tema del álbum Power Play de la banda canadiense de rock April Wine, lanzado en 1982 por Aquarius Records en Canadá y por Capitol Records en el resto del mundo.

## Lanzamiento y recepción
Este tema fue publicado como el primer sencillo de Power Play en 1982 por los sellos discográficos antes mencionados.  La canción secundaria de este vinilo fue «Ain't Got Your Love» —«No se obtiene tu amor» en castellano—, escrita también por Goodwyn.
Los días 28 de agosto y 4 de septiembre de 1982 «Enough is Enough» alcanzó el 12.º lugar del listado de los 50 sencillos más populares de la revista canadiense RPM Magazine y la posición 79.º de la lista de las 100 canciones más populares de 1982 a finales del mismo año.
Mientras tanto en los Estados Unidos, este sencillo se posicionó en el puesto 50.º del Billboard Hot 100 y la 9.ª posición del Mainstream Rock Tracks, también en 1982.

## Lista de canciones

### Cara A
| side one |                    |               |          |  |
| N.º      | Título             | Escritor(es)  | Duración |  |
| 1.       | «Enough is Enough» | Myles Goodwyn | 3:44     |  |

### Cara B
| side one             |                       |               |          |  |
| N.º                  | Título                | Escritor(es)  | Duración |  |
| 2.                   | «Ain't Got Your Love» | Myles Goodwyn | 4:30     |  |
| Duración total: 8:14 |                       |               |          |  |

## Créditos
- Myles Goodwyn — voz principal, guitarra, teclados y coros
- Brian Greenway — guitarra y coros
- Gary Moffet — guitarra y coros
- Steve Lang — bajo y coros
- Jerry Mercer — batería y percusiones

## Listas
| Año  | País           | Lista                               | Posición máxima |
| ---- | -------------- | ----------------------------------- | --------------- |
| 1982 | Canadá         | RPM Magazine Top 50 Singles         | 12.º            |
| 1982 | Canadá         | RPM Magazine Top 100 Singles of '82 | 79.º            |
| 1982 | Estados Unidos | Billboard Hot 100                   | 50.º            |
| 1982 | Estados Unidos | Mainstream Rock Tracks              | 8.º             |